# 丸山京夏
丸山 京夏（まるやま きょうか、5月9日 - ）は、日本の女性声優。群馬県出身。ステイラック所属。

## 来歴
2018年、Follow-Up養成所入所。2020年、ステイラック所属。

## 人物
趣味は、コスメ収集、ボードゲーム、イラスト、漫画作成。

## 出演
太字はメインキャラクター。

### テレビアニメ
2021年
- SSSS.DYNAZENON（女性ナレーションα）
- 遊☆戯☆王SEVENS（2021年 - 2022年、ファンの女の子）
- 進化の実〜知らないうちに勝ち組人生〜（生徒たち）
- ヴィジュアルプリズン（ファン）

2022年
- 幻想三國誌 -天元霊心記-（賊徒）

2023年
- ツンデレ悪役令嬢リーゼロッテと実況の遠藤くんと解説の小林さん（生徒D）
- 彼女が公爵邸に行った理由（従僕、侍女）

2024年
- 道産子ギャルはなまらめんこい（生徒）
- ハイガクラ（女官B）
- 魔王2099（キャスター）

2025年
- ちょっとだけ愛が重いダークエルフが異世界から追いかけてきた（持田咲良、通行人B）

### ゲーム
- 黒騎士と白の魔王（2020年、関羽[17]）
- アスタータタリクス（2023年、エレイン[18]）
- エバーテイル（2025年、ミライ[19]）

### その他コンテンツ
- ファントムバスターズ 第4巻発売記念PV（2024年、乙姫[20]）